# Княжполь (Каменец-Подольский район)
Княжполь (укр. Княжпіль) — село в Каменец-Подольском районе Хмельницкой области Украины. В 16 км к востоку от Каменец-Подольского. В селе есть средняя школа, детский сад, клуб, библиотека, почтовое отделение. До конца 1990-х годов действовал колхоз «Рассвет» (укр."Світанок"). К селу примыкает Княжпольский заказник общегосударственного значения (площадь — 821 га, создан в 1990 г.).
Население по переписи 2001 года составляло 780 человек. Почтовый индекс — 32355. Телефонный код — 3849. Занимает площадь 2,477 км². Код КОАТУУ — 6822484001.

## Местный совет
32355, Хмельницкая обл., Каменец-Подольский р-н, с. Княжполь, ул. Центральная, 40